# Distrito de Cañaris
El distrito de Cañaris  es uno de los seis que conforman la provincia de Ferreñafe ubicada en el departamento de Lambayeque en el Norte de Perú.
Desde el punto de vista jerárquico de la Iglesia católica, forma parte de la diócesis de Chiclayo.

## Historia
El origen del distrito de Kañaris pareciera ser de Ecuador. Posiblemente se trate de los mitimaes provenientes del pueblo Cañari, en Ecuador, introducidos por los Incas con el propósito de controlar militarmente la región norteña, que fue rebelde a incorporarse a la cultura incaica. Las informaciones generales, que nos presenta el estudioso Lambayecano Pedro Alva pareciera tener esa orientación; afirma, que recién “a fines del siglo XV, con los gobiernos de Túpac Inca Yupanqui y Huayna Cápac, la región nor-andina fue incorporada al Imperio de los Incas. De tal dominio se tiene evidencias por las ruinas de Huancabamba, convertidos en el centro de dominación del área y cuya influencia abarcó probablemente la región de Kañaris. Aunque en Kañaris no se reporta por ahora, grandes vestigios de culturas prehispánicas, sabemos de algunas muestras en el caserío de Mollepampa en el que existían un corralón de piedras en las faldas del cerro Mesía...".
Actualmente, en Kañaris existen dos comunidades campesinas: una denominada San Juan que tiene su sede en el pueblo de Kañaris, capital del Distrito, la comunidad matriz,  de esta surge durante la reforma agraria en 1970 la comunidad Tupac Amaru que se localiza al oeste del Distrito, cuya sede es el centro poblado de Chiñama. Se podría decir que la comunidad campesina de San Juan viene de la Colonia, es la comunidad campesina madre, localizada en la vertiente oriental, teniendo como sede, el pueblo de Kañaris,  y la comunidad campesina de Túpac Amaru I, localizada en la vertiente occidental, teniendo como sede a Chiñama. Esta divisiòn, según los informantes, obedeció mayormente a criterios geográficos e intercomunicaciones entre los pueblos de la sede Kañaris, y los de Chiñama;su geografía accidentada es la principal limitante para la vinculación entre una y otra comunidad; ya que carecen de vías de comunicación apropiadas que los vincule.
Susana Aldana Rivera, investigadora social de la Universidad Nacional de San Marcos, en el estudio denominado "Lambayeque y el norte Peruano en un contexto mundializado" indica algunas pinceladas a cerca de la historia andina de lambayeque: "....Pero si de vinculaciones costa-sierra se trata, Lambayeque tiene una peculiaridad única. Cuando se le constituyó como departamento, se le incorporó parte de la serranía que previamente había pertenecido a Piura y ese territorio cuyas ciudades, más importantes son Incahuasi y Cañaris, es el único de la serranía norteña peruana donde todavía se encuentra una importante población quechuahablante. No se sabe casi nada sobre sus antecedentes históricos aunque los vestigios arqueológicos que se encuentran sugieren una antigua presencia humana en la región pero todavía no se han realizado trabajos de investigación significativos en los archivos o en el campo. La variante del quechua que subsiste es probablemente un residuo de lo que se hablaba en una zona continua que se extendía de Cajamarca a la sierra ecuatoriana y en donde se mezclaba la antigua lengua general colonial y hablas locales. Gracias a la publicación de un documento sobre la fundación de Incahuasi (Lorenzo Huertas Vallejo (1996), se sabe que en 1648 indígenas procedentes de las comunidades de Penachí y Cañaris, por su propia iniciativa, establecieron la base de un pueblo en las jalcas de «Ingaguasi» (Incahuasi), dando inicio a la construcción de una iglesia. Este hecho fue poco apreciado por los dueños de las haciendas vecinas: Sangana, Janque y Canchachalá. Pero Incahuasi estuvo conformado por cofradías y dependía directamente de la iglesia lo cual impidió que durante la época republicana y a pesar de estar sumamente aislado del resto del estado Peruano, fuera sometido por las haciendas en su proceso de conversión en latifundios, y se mantuviera autónomo. Sin embargo, como se dijo antes, el proceso de encerramiento de la sierra potenció el resurgimiento de estructuras sociales de muy antiguo cuño, prácticamente semifeudales, que si tuvieron repercusión en dicho espacio serrano lambayecano pues los hacendados trataban a los indígenas casi como siervos sin permitirles siquiera tener una escuela. En la costa, había poco interés por esta región de tan difícil acceso y se convirtió en un mundo aparte de la realidad regional hasta la reforma agraria de Velasco Alvarado. De allí, que la supervivencia del quechua puede atribuirse al aislamiento forzado del área.
La construcción reciente de carreteras ha quebrado este aislamiento y una de las consecuencias de ello es una mayor visibilidad de la población indígena en la costa. Sobre todo hacia el primer punto de salida, la capital provincial, Ferreñafe, donde hay una inmigración importante de Incahuasi, físicamente asentada al otro lado del canal que cruza los límites de la ciudad. Pero también hay migración hacia la capital departamental, Chiclayo. Hoy se puede observar cambios significativos de mentalidad: si, antes, el serrano quechuahablante, al llegar a la costa, se esforzaba por no hacerse notar, ahora, se conoce mejor la existencia de la serranía lambayecana con sus especificidades culturales gracias a los programas de educación bilingüe oficiales (en realidad, poco productivos) y a la introducción de la especialización de la Educación Bilingüe Intercultural en los Institutos Pedagógicos Superiores –que atraen a centenares de alumnos, mayormente costeños e hispanohablantes–. Sin embargo, la convicción de que Lambayeque es una región costeña y que su mayor momento de gloria (la civilización mochica) se produjo en la costa aún perdura. En una revista cultural universitaria de publicación reciente, un artículo que trata del Perú multicultural y plurilingüe, al referirse al departamento de Lambayeque, reivindicó el idioma mochica (que ya no habla nadie)9 y ni siquiera mencionó el quechua que predomina en la serranía de la provincia de Ferreñafe, único idioma indígena sobreviviente en el departamento.
La región Lambayeque que aparentemente es sencilla de percibir resulta eminentemente compleja de comprender. En el imaginario regional y nacional es un espacio costeño, que rechaza a la gente de la sierra. Gente que, sin embargo, desde siempre ha sido la cantera de mano de obra para la producción agrícola. Una población que si bien mayoritariamente habla castellano, cuenta en su haber con grupos humanos quechuahablantes que son doblemente marginados, por los costeños y por los serranos, por hablar una lengua nativa y que recién comienzan a abrirse a la región no por la voluntad estatal de comunicar todo el espacio nacional sino por las oportunidades económicas que su medio ofrece, fundamentalmente minería....."
El distrito fue creado mediante Ley N.º 11590 del 17 de febrero de 1951, en el gobierno del Presidente Manuel A. Odría.

## Geografía
Tiene una superficie de 284,88 km². En  Cañaris nacen diversos ríos tanto de la cuenca del Atlántico (es decir, que desembocan en el Amazonas) como de la cuenca del Pacífico. Entre los que desembocan o forman algún afluente del Amazonas, tenemos al río Kañaryaku (o Atún Yaku), que desemboca en el Huancabamba y nace en los bosque de Upaypiteq; el río Nivintos, que desemboca en el río Chotano (y este en el Huancabamba) y nace en la laguna de Shin Shin (el humedal de montaña más grande de Lambayeque, sobre los 3 600 m, donde se puede encontrar patos silvestres y otras aves);  el Chilasque; el Paltiq (o Chorro); el riachuelo La Divina; el río Tokras, que desemboca en el Yerma y este en el Huancabamba, económicamente importante porque irriga los valles interandinos de Motupe. En la cuenca del Pacífico está el río Chiñama, que da origen al río Motupe (ha sido trasvasado para originar el canal de Huallabamba). 
La población es de 13 038 hab. (6 609 hombres y 6 402 mujeres). La mayoría de sus habitantes habla el quechua Inkawasi-Kañaris.

## Autoridades

### Municipales
- 2015-2018[3]
  - Alcalde: José Gaspar Lucero, del Movimiento Político independiente Pulla Kañarispaq (PK).
  - Regidores: Santos Barrios Rodríguez (PK), Efigenio Torres Hoyos (PK), Faustina Barrios Sánchez (PK), Néstor Fernando López Flores (PK), Miguel Orlando Huamán Santiago (Alianza para el Progreso).
- 2011-2014[4]
  - Alcalde: José Arturo Hurtado Julca, Partido Acción Popular (AP).[5]
  - Regidores:  Robert Díaz Bernilla (AP), Santos Hilario Rodríguez Torres (AP), Ulises David Germán Lucero (AP), Clara López Ventura (AP), Silvano Huamán Huamán (Alianza para el Progreso)

### Policiales
- Comisaría 
  - Comisario: Cmdte. PNP .

### Religiosas
- Diócesis de Chiclayo[6]
  - Obispo de Chiclayo: Mons. Robert Francis Prevost, OSA[7]
- Parroquia[8]
  - Párroco: Pbro.